# Campionato mondiale femminile di calcio 2023
Il campionato mondiale femminile di calcio 2023, (in inglese FIFA Women’s World Cup 2023, in maori Ipu Wahine o te Ao Whīwha) è stata la nona edizione ufficiale della manifestazione, svoltasi in in Australia e Nuova Zelanda dal 20 luglio al 20 agosto 2023.
La nazionale della Spagna, alla sua prima finale, si è aggiudicata il titolo mondiale.
Si è trattato della prima edizione in cui la competizione è stata allargata dalle originali 24 a 32 squadre partecipanti.

## Selezione della sede
Il 19 febbraio 2019 la FIFA annunciò l'apertura del processo di selezione delle candidature per ospitare il campionato mondiale nel 2023. 
Il 31 luglio 2019, dopo aver annunciato l'allargamento del torneo da 24 a 32 squadre partecipanti, la FIFA comunicò una revisione delle scadenze per la presentazione delle candidature.
Successivamente all'apertura del bando, la FIFA ricevette espressioni d'interesse nell'organizzazione del torneo da parte di nove federazioni: Argentina, Australia, Bolivia, Brasile, Colombia, Giappone, Corea (intesa come proposta di candidatura comune tra Corea del Nord e Corea del Sud), Nuova Zelanda, Sudafrica. Il 13 dicembre 2019 la FIFA annunciò che quattro federazioni avevano completato il processo di candidatura: Australia e Nuova Zelanda che nel frattempo avevano congiunto le loro candidature, Brasile, Colombia, Giappone. 
In seguito, prima la federazione brasiliana e poi la federazione giapponese ritirarono la propria candidatura. Il 25 giugno 2020 si tenne la votazione finale, che vide la candidatura congiunta delle federazioni di Australia e Nuova Zelanda ottenere 22 voti favorevoli contro i 13 voti favorevoli alla candidatura della Colombia; la FIFA annunciò, così, l'assegnazione dell'organizzazione del campionato mondiale ad Australia e Nuova Zelanda.

## Stadi
In fase di candidatura furono proposti 13 stadi in 12 città. Il 31 marzo 2021 la FIFA annunciò i dieci impianti prescelti su nove città, cinque in Australia e quattro in Nuova Zelanda, contestualmente alla designazione di Eden Park ad Auckland come sede della partita inaugurale e lo Stadium Australia a Sydney della finale.

### Australia
| Sydney                    | Sydney                                   | Brisbane                                 | Melbourne                                |
| ------------------------- | ---------------------------------------- | ---------------------------------------- | ---------------------------------------- |
| Stadium Australia         | Sydney Football Stadium                  | Lang Park                                | Melbourne Rectangular Stadium            |
| Capacità: 83 500          | Capacità: 42 500                         | Capacità: 52 500                         | Capacità: 30 050                         |
|                           |                                          |                                          |                                          |
| Perth                     | Adelaide Brisbane Perth Melbourne Sydney | Adelaide Brisbane Perth Melbourne Sydney | Adelaide Brisbane Perth Melbourne Sydney |
| Perth Rectangular Stadium | Adelaide Brisbane Perth Melbourne Sydney | Adelaide Brisbane Perth Melbourne Sydney | Adelaide Brisbane Perth Melbourne Sydney |
| Capacità: 22 500          | Adelaide Brisbane Perth Melbourne Sydney | Adelaide Brisbane Perth Melbourne Sydney | Adelaide Brisbane Perth Melbourne Sydney |
|                           | Adelaide Brisbane Perth Melbourne Sydney | Adelaide Brisbane Perth Melbourne Sydney | Adelaide Brisbane Perth Melbourne Sydney |
| Adelaide                  | Adelaide Brisbane Perth Melbourne Sydney | Adelaide Brisbane Perth Melbourne Sydney | Adelaide Brisbane Perth Melbourne Sydney |
| Hindmarsh Stadium         | Adelaide Brisbane Perth Melbourne Sydney | Adelaide Brisbane Perth Melbourne Sydney | Adelaide Brisbane Perth Melbourne Sydney |
| Capacità: 16 500          | Adelaide Brisbane Perth Melbourne Sydney | Adelaide Brisbane Perth Melbourne Sydney | Adelaide Brisbane Perth Melbourne Sydney |
|                           | Adelaide Brisbane Perth Melbourne Sydney | Adelaide Brisbane Perth Melbourne Sydney | Adelaide Brisbane Perth Melbourne Sydney |

### Nuova Zelanda
| Auckland         | Wellington                           | Dunedin                              |                                      |
| ---------------- | ------------------------------------ | ------------------------------------ | ------------------------------------ |
| Eden Park        | Wellington Regional Stadium          | Forsyth Barr Stadium                 |                                      |
| Capacità: 50000  | Capacità: 34500                      | Capacità: 30748                      |                                      |
|                  |                                      |                                      |                                      |
| Hamilton         | Auckland Dunedin Hamilton Wellington | Auckland Dunedin Hamilton Wellington | Auckland Dunedin Hamilton Wellington |
| Waikato Stadium  | Auckland Dunedin Hamilton Wellington | Auckland Dunedin Hamilton Wellington | Auckland Dunedin Hamilton Wellington |
| Capacità: 25 800 | Auckland Dunedin Hamilton Wellington | Auckland Dunedin Hamilton Wellington | Auckland Dunedin Hamilton Wellington |
|                  | Auckland Dunedin Hamilton Wellington | Auckland Dunedin Hamilton Wellington | Auckland Dunedin Hamilton Wellington |

## Qualificazioni
Il numero di squadre partecipanti venne aumentato da 24 a 32, quindi la distribuzione dei posti per le sei confederazioni venne revisionata e ufficializzata dalla FIFA il 24 dicembre 2020.
- AFC (Asia): 5 posti,
- CAF (Africa): 4 posti,
- CONCACAF (Centro e Nord America, Caraibi): 4 posti,
- CONMEBOL (Sud America): 3 posti,
- OFC (Oceania): 0 posti,
- UEFA (Europa): 11 posti,
- nazioni ospitanti (Australia e Nuova Zelanda): 2 posti
- Play-off: 3 posti.

Dei 32 posti disponibili 3 sono assegnati tramite un apposito torneo di qualificazione al quale è previsto che prendano parte 10 squadre appartenenti a tutte le federazioni continentali: 2 squadre ciascuna appartenenti ad AFC, CAF, CONCACAF e CONMEBOL; 1 squadra per l'UEFA e 1 per l'OFC.

## Squadre partecipanti
| Pr. | Squadra       | Data di qualificazione certa | Confederazione | Partecipante in quanto                                            | Ultima presenza |
| --- | ------------- | ---------------------------- | -------------- | ----------------------------------------------------------------- | --------------- |
| 1   | Australia     | 25 giugno 2020               | AFC            | Rappresentativa della nazione co-organizzatrice della fase finale | Francia 2019    |
| 2   | Nuova Zelanda | 25 giugno 2020               | OFC            | Rappresentativa della nazione co-organizzatrice della fase finale | Francia 2019    |
| 3   | Cina          | 30 gennaio 2022              | AFC            | Campione della Coppa d'Asia 2022                                  | Francia 2019    |
| 4   | Corea del Sud | 30 gennaio 2022              | AFC            | Finalista nella Coppa d'Asia 2022                                 | Francia 2019    |
| 5   | Giappone      | 30 gennaio 2022              | AFC            | Semifinalista nella Coppa d'Asia 2022                             | Francia 2019    |
| 6   | Filippine     | 30 gennaio 2022              | AFC            | Semifinalista nella Coppa d'Asia 2022                             | Esordiente      |
| 7   | Vietnam       | 6 febbraio 2022              | AFC            | Primo posto ripescaggio nella Coppa d'Asia 2022                   | Esordiente      |
| 8   | Svezia        | 12 aprile 2022               | UEFA           | Vincitrice del gruppo A di qualificazione UEFA                    | Francia 2019    |
| 9   | Spagna        | 12 aprile 2022               | UEFA           | Vincitrice del gruppo B di qualificazione UEFA                    | Francia 2019    |
| 10  | Francia       | 12 aprile 2022               | UEFA           | Vincitrice del gruppo I di qualificazione UEFA                    | Francia 2019    |
| 11  | Danimarca     | 2 maggio 2022                | UEFA           | Vincitrice del gruppo E di qualificazione UEFA                    | Cina 2007       |
| 12  | Stati Uniti   | 7 luglio 2022                | CONCACAF       | Campione della CONCACAF Women's Championship 2022                 | Francia 2019    |
| 13  | Canada        | 8 luglio 2022                | CONCACAF       | Finalista nella CONCACAF Women's Championship 2022                | Francia 2019    |
| 14  | Costa Rica    | 8 luglio 2022                | CONCACAF       | Quarto posto nella CONCACAF Women's Championship 2022             | Canada 2015     |
| 15  | Giamaica      | 12 luglio 2022               | CONCACAF       | Terzo posto nella CONCACAF Women's Championship 2022              | Francia 2019    |
| 16  | Marocco       | 13 luglio 2022               | CAF            | Finalista nella Coppa delle nazioni africane femminile 2022       | Esordiente      |
| 17  | Zambia        | 13 luglio 2022               | CAF            | Terzo posto nella Coppa delle nazioni africane femminile 2022     | Esordiente      |
| 18  | Sudafrica     | 14 luglio 2022               | CAF            | Campione della Coppa delle nazioni africane femminile 2022        | Francia 2019    |
| 19  | Nigeria       | 14 luglio 2022               | CAF            | Quarto posto nella Coppa delle nazioni africane femminile 2022    | Francia 2019    |
| 20  | Colombia      | 25 luglio 2022               | CONMEBOL       | Finalista nella Copa América Femenina 2022                        | Canada 2015     |
| 21  | Brasile       | 26 luglio 2022               | CONMEBOL       | Campione della Copa América Femenina 2022                         | Francia 2019    |
| 22  | Argentina     | 29 luglio 2022               | CONMEBOL       | Terzo posto nella Copa América Femenina 2022                      | Francia 2019    |
| 23  | Norvegia      | 2 settembre 2022             | UEFA           | Vincitrice del gruppo F di qualificazione UEFA                    | Francia 2019    |
| 24  | Germania      | 3 settembre 2022             | UEFA           | Vincitrice del gruppo H di qualificazione UEFA                    | Francia 2019    |
| 25  | Inghilterra   | 3 settembre 2022             | UEFA           | Vincitrice del gruppo D di qualificazione UEFA                    | Francia 2019    |
| 26  | Italia        | 6 settembre 2022             | UEFA           | Vincitrice del gruppo G di qualificazione UEFA                    | Francia 2019    |
| 27  | Paesi Bassi   | 6 settembre 2022             | UEFA           | Vincitrice del gruppo C di qualificazione UEFA                    | Francia 2019    |
| 28  | Svizzera      | 11 ottobre 2022              | UEFA           | Primo posto nei play-off UEFA                                     | Canada 2015     |
| 29  | Irlanda       | 11 ottobre 2022              | UEFA           | Secondo posto nei play-off UEFA                                   | Esordiente      |
| 30  | Portogallo    | 22 febbraio 2023             | UEFA           | Vincitrice del play-off gruppo A                                  | Esordiente      |
| 31  | Haiti         | 22 febbraio 2023             | CONCACAF       | Vincitrice del play-off gruppo B                                  | Esordiente      |
| 32  | Panama        | 23 febbraio 2023             | CONCACAF       | Vincitrice del play-off gruppo C                                  | Esordiente      |

## Ufficiali di gara
La lista dei 33 arbitri, 55 assistenti arbitrali e 19 arbitri VAR è stata resa nota in forma ufficiale dalla FIFA il 9 gennaio 2023. Nella lista degli arbitri ne sono stati inseriti due a testa provenienti da Australia, Canada, Corea del Sud e Stati Uniti. Per la prima volta nella storia della manifestazione è stata inclusa nella lista un'ufficiale di gara palestinese, Heba Saadia, nonché prima ufficiale di gara araba a partecipare a un campionato mondiale.
| Confederazione | Arbitri                    |
| -------------- | -------------------------- |
| AFC            | Kate Jacewicz              |
| AFC            | Kim Yu-jeong               |
| AFC            | Oh Hyeon-jeong             |
| AFC            | Casey Reibelt              |
| AFC            | Yoshimi Yamashita          |
| CAF            | Vincentia Amedome          |
| CAF            | Bouchra Karboubi           |
| CAF            | Akhona Makalima            |
| CAF            | Salima Mukansanga          |
| CONCACAF       | Marianela Araya            |
| CONCACAF       | Marie-Soleil Beaudoin      |
| CONCACAF       | Melissa Borjas             |
| CONCACAF       | Katia García               |
| CONCACAF       | Katja Koroleva             |
| CONCACAF       | Myriam Marcotte            |
| CONCACAF       | Tori Penso                 |
| CONMEBOL       | Edina Alves Batista        |
| CONMEBOL       | Emikar Calderas Barrera    |
| CONMEBOL       | María Carvajal             |
| CONMEBOL       | Anahi Fernandez            |
| CONMEBOL       | Laura Fortunato            |
| OFC            | Anna-Marie Keighley        |
| UEFA           | Iuliana Demetrescu         |
| UEFA           | Maria Sole Ferrieri Caputi |
| UEFA           | Cheryl Foster              |
| UEFA           | Stéphanie Frappart         |
| UEFA           | Marta Huerta de Aza        |
| UEFA           | Lina Lehtovaara            |
| UEFA           | Ivana Martinčić            |
| UEFA           | Kateryna Monzul'           |
| UEFA           | Tess Olofsson              |
| UEFA           | Esther Staubli             |
| UEFA           | Rebecca Welch              |

| Confederazione | Assistenti arbitrali                                |
| -------------- | --------------------------------------------------- |
| AFC            | Sarah Ho May Yee, Joanna Charaktis                  |
| AFC            | Makoto Bozono, Naomi Teshirogi                      |
| AFC            | Kim Kyoung-min, Lee Seul-gi, Park Misuk             |
| AFC            | Heba Saadia                                         |
| AFC            | Ramina Tsoi                                         |
| AFC            | Xie Lijun                                           |
| CAF            | Carine Atezambong Fomo                              |
| CAF            | Diana Chikotesha                                    |
| CAF            | Soukaina Hamdi, Fatiha Jermoumi                     |
| CAF            | Fanta Kone                                          |
| CAF            | Mary Njoroge                                        |
| CAF            | Queency Victoire                                    |
| CONCACAF       | Chantal Boudreau                                    |
| CONCACAF       | Enedina Caudillo, Karen Diaz Medína, Sandra Ramirez |
| CONCACAF       | Felisha Mariscal, Brooke Mayo, Kathryn Nesbitt      |
| CONCACAF       | Shirley Perello                                     |
| CONCACAF       | Mijensa Rensch                                      |
| CONCACAF       | Stephanie Yee Sing                                  |
| CONMEBOL       | Monica Amboya                                       |
| CONMEBOL       | Neuza Back, Leila Moreira da Cruz                   |
| CONMEBOL       | Mary Blanco Bolívar                                 |
| CONMEBOL       | Mariana de Almeida, Daiana Milone                   |
| CONMEBOL       | Migdalia Rodríguez Chirino                          |
| CONMEBOL       | Loreto Toloza, Leslie Vásquez                       |
| OFC            | Sarah Jones                                         |
| OFC            | Maria Salamasina                                    |
| UEFA           | Natalie Aspinall                                    |
| UEFA           | Paulina Baranowska                                  |
| UEFA           | Élodie Coppola, Manuela Nicolosi                    |
| UEFA           | Francesca Di Monte                                  |
| UEFA           | Polyxeni Irodotou                                   |
| UEFA           | Karolin Kaivoja                                     |
| UEFA           | Chrysoula Kourompylia                               |
| UEFA           | Susanne Küng                                        |
| UEFA           | Michelle O'Neill                                    |
| UEFA           | Franca Overtoom                                     |
| UEFA           | Guadalupe Porras Ayuso                              |
| UEFA           | Katrin Rafalski                                     |
| UEFA           | Lucie Ratajová                                      |
| UEFA           | Sanja Rođak-Karšić                                  |
| UEFA           | Marija Strilec'ka                                   |
| UEFA           | Mihaela Tepusa                                      |
| UEFA           | Anita Vad                                           |

| Confederazione | Arbitri VAR                   |
| -------------- | ----------------------------- |
| AFC            | Abdulla Al-Marri              |
| AFC            | Chris Beath                   |
| AFC            | Muhammad Taqi                 |
| CONCACAF       | Carol Anne Chenard            |
| CONCACAF       | Drew Fischer                  |
| CONCACAF       | Tatiana Guzman                |
| CONCACAF       | Armando Villarreal            |
| CONMEBOL       | Salomé Di Iorio               |
| CONMEBOL       | Nicolás Gallo                 |
| CONMEBOL       | Daiane Muniz dos Santos       |
| CONMEBOL       | Juan Ernesto Soto             |
| UEFA           | Ella De Vries                 |
| UEFA           | Marco Fritz                   |
| UEFA           | Alejandro Hernández Hernández |
| UEFA           | Massimiliano Irrati           |
| UEFA           | Juan Martínez Munuera         |
| UEFA           | Sian Massey-Ellis             |
| UEFA           | Pol van Boekel                |

## Sorteggio
Il sorteggio per definire la composizione dei gruppi si è tenuto il 22 ottobre 2022 presso l'Aotea Center di Auckland, in Nuova Zelanda, prima del completamento delle qualificazioni. Le tre vincitrici dei play-off intercontinentali non erano note al momento del sorteggio.
Le 32 squadre partecipanti sono state distribuite in quattro urne secondo la classifica mondiale femminile della FIFA del 13 ottobre 2022, con la Nuova Zelanda e l'Australia inserite nell'urna 1 rispettivamente con posizione A1 e B1.

### Urne
| Urna 1                                                                                   | Urna 2                                                                 | Urna 3                                                                    | Urna 4 |
| ---------------------------------------------------------------------------------------- | ---------------------------------------------------------------------- | ------------------------------------------------------------------------- | --- |
| Nuova Zelanda (A1) Australia (B1) Stati Uniti Svezia Germania Inghilterra Francia Spagna | Canada Paesi Bassi Brasile Giappone Norvegia Italia Cina Corea del Sud | Danimarca Svizzera Irlanda Colombia Argentina Vietnam Costa Rica Giamaica | Nigeria Filippine Sudafrica Marocco Zambia Vincitrice del Play-off Gruppo A Vincitrice del Play-off Gruppo B Vincitrice del Play-off Gruppo C |

## Convocazioni
Ogni nazionale deve fornire alla FIFA una squadra preliminare tra 35 e 55 giocatrici, lista che non deve essere pubblicata. Dalla squadra preliminare, ciascuna nazionale deve fornire una lista finale di 23 giocatrici (tre delle quali nel ruolo di portiere) entro il 9 luglio 2023. Le giocatrici dell'ultima squadra possono essere sostituite da una giocatrice della squadra preliminare a causa di gravi infortuni o malattie fino a 24 ore prima del calcio d'inizio della sua prima partita.

## Formula
La nuova formula prevede la formazione di otto gironi all'italiana (chiamati "gruppi") con partite di sola andata, ciascuno composto da quattro squadre.
Per determinare la posizione in classifica delle squadre in ogni gruppo saranno presi in considerazione, nell'ordine, i seguenti criteri:
1. maggiore numero di punti;
2. migliore differenza reti;
3. maggiore numero di reti segnate.

Nel caso in cui, dopo aver applicato quanto sopra, due o più nazionali si trovassero ancora in parità, verranno utilizzati, sempre nell'ordine, gli ulteriori parametri qui di seguito:
1. maggiore numero di punti negli scontri diretti tra le squadre interessate (classifica avulsa);
2. migliore differenza reti negli scontri diretti tra le squadre interessate (classifica avulsa);
3. maggiore numero di reti segnate negli scontri diretti tra le squadre interessate (classifica avulsa);
4. maggiore numero di punti fair play, secondo quanto segue:

Le prime due nazionali classificate di ogni raggruppamento accedono alla fase a eliminazione diretta che consiste in un tabellone di quattro turni (ottavi di finale, quarti di finale, semifinali e finali) ad accoppiamenti interamente prestabiliti e con incontri basati su partite uniche ed eventuali tempi supplementari e tiri di rigore in caso di persistenza della parità tra le due contendenti.
La programmazione delle partite è stata comunicata il 1º dicembre 2021. L'evento si disputerà tra luglio e agosto, dal momento che alcuni stadi saranno occupati fino a fine giugno per il campionato di Super Rugby Pacific.

## Fase a gironi

### Gruppo A

#### Classifica
| Pos. | Squadra       | Pt | G | V | N | P | GF | GS | DR |
| ---- | ------------- | -- | - | - | - | - | -- | -- | -- |
| 1.   | Svizzera      | 5  | 3 | 1 | 2 | 0 | 2  | 0  | +2 |
| 2.   | Norvegia      | 4  | 3 | 1 | 1 | 1 | 6  | 1  | +5 |
| 3.   | Nuova Zelanda | 4  | 3 | 1 | 1 | 1 | 1  | 1  | 0  |
| 4.   | Filippine     | 3  | 3 | 1 | 0 | 2 | 1  | 8  | -7 |

#### Risultati
| Arbitro: | Yamashita |

|               |           |  |
| Wilkinson 48’ | Marcatori |  |

| Arbitro: | Amedome |

|  |           |                                |
|  | Marcatori | 45’ (rig.) Bachmann 64’ Piubel |

| Arbitro: | García |

|  |           |            |
|  | Marcatori | 24’ Bolden |

| Hamilton 25 luglio 2023, ore 20:00 UTC+12 Incontro 18 | Svizzera | 0 – 0 referto | Norvegia | Waikato Stadium (10 769 spett.)\| Arbitro: \| Frappart \| |
| Arbitro:                                              | Frappart |               |          |                                                           |

| Dunedin 30 luglio 2023, ore 19:00 UTC+12 Incontro 33 | Svizzera | 0 – 0 referto | Nuova Zelanda | Forsyth Barr Stadium (25 947 spett.)\| Arbitro: \| Penso \| |
| Arbitro:                                             | Penso    |               |               |                                                             |

| Arbitro: | Beaudoin |

|                                                                           |           |  |
| Haug 6’, 17’, 90+5’ Graham Hansen 31’ Barker 48’ (aut.) Reiten 53’ (rig.) | Marcatori |  |

### Gruppo B

#### Classifica
| Pos. | Squadra   | Pt | G | V | N | P | GF | GS | DR |
| ---- | --------- | -- | - | - | - | - | -- | -- | -- |
| 1.   | Australia | 6  | 3 | 2 | 0 | 1 | 7  | 3  | +4 |
| 2.   | Nigeria   | 5  | 3 | 1 | 2 | 0 | 3  | 2  | +1 |
| 3.   | Canada    | 4  | 3 | 1 | 1 | 1 | 2  | 5  | -3 |
| 4.   | Irlanda   | 1  | 3 | 0 | 1 | 2 | 1  | 3  | -2 |

#### Risultati
| Arbitro: | Alves |

|                   |           |  |
| Catley 52’ (rig.) | Marcatori |  |

| Melbourne 21 luglio 2023, ore 12:30 UTC+10 Incontro 4 | Nigeria    | 0 – 0 referto | Canada | Melbourne Rectangular Stadium (21 410 spett.)\| Arbitro: \| Lehtovaara \| |
| Arbitro:                                              | Lehtovaara |               |        |                                                                           |

| Arbitro: | Fortunato |

|                                |           |           |
| Connolly 45+5’ (aut.) Leon 53’ | Marcatori | 4’ McCabe |

| Arbitro: | Staubli |

|                                 |           |                                  |
| Van Egmond 45+1’ Kennedy 90+10’ | Marcatori | 45+6’ Kanu 65’ Ohale 72’ Oshoala |

| Arbitro: | Frappart |

|  |           |                                             |
|  | Marcatori | 9’, 39’ Raso 58’ Fowler 90+4’ (rig.) Catley |

| Brisbane 31 luglio 2023, ore 20:00 UTC+10 Incontro 36 | Irlanda | 0 – 0 referto | Nigeria | Lang Park (24 884 spett.)\| Arbitro: \| García \| |
| Arbitro:                                              | García  |               |         |                                                   |

### Gruppo C

#### Classifica
| Pos. | Squadra    | Pt | G | V | N | P | GF | GS | DR  |
| ---- | ---------- | -- | - | - | - | - | -- | -- | --- |
| 1.   | Giappone   | 9  | 3 | 3 | 0 | 0 | 11 | 0  | +11 |
| 2.   | Spagna     | 6  | 3 | 2 | 0 | 1 | 8  | 4  | +4  |
| 3.   | Zambia     | 3  | 3 | 1 | 0 | 2 | 3  | 11 | -8  |
| 4.   | Costa Rica | 0  | 3 | 0 | 0 | 3 | 1  | 8  | -7  |

#### Risultati
| Arbitro: | Reibelt |

|                                               |           |  |
| Del Campo 21’ (aut.) Bonmatí 23’ González 27’ | Marcatori |  |

| Arbitro: | Olofsson |

|  |           |                                                          |
|  | Marcatori | 43’, 62’ Miyazawa 55’ Tanaka 71’ Endō 90+11’ (rig.) Ueki |

| Arbitro: | Oh |

|                                                |           |  |
| Abelleira 9’ Hermoso 13’, 70’ Redondo 69’, 85’ | Marcatori |  |

| Arbitro: | Ferrieri Caputi |

|                        |           |  |
| Naomoto 25’ Fujino 27’ | Marcatori |  |

| Arbitro: | Koroleva |

|                                       |           |  |
| Miyazawa 12’, 40’ Ueki 29’ Tanaka 82’ | Marcatori |  |

| Arbitro: | Karboubi |

|             |           |                                              |
| Herrera 47’ | Marcatori | 3’ Mweemba 31’ (rig.) Banda 90+3’ Kundananji |

### Gruppo D

#### Classifica
| Pos. | Squadra     | Pt | G | V | N | P | GF | GS | DR |
| ---- | ----------- | -- | - | - | - | - | -- | -- | -- |
| 1.   | Inghilterra | 9  | 3 | 3 | 0 | 0 | 8  | 1  | +7 |
| 2.   | Danimarca   | 6  | 3 | 2 | 0 | 1 | 3  | 1  | +2 |
| 3.   | Cina        | 3  | 3 | 1 | 0 | 2 | 2  | 7  | -5 |
| 4.   | Haiti       | 0  | 3 | 0 | 0 | 3 | 0  | 4  | -4 |

#### Risultati
| Arbitro: | Barrera |

|                    |           |  |
| Stanway 29’ (rig.) | Marcatori |  |

| Arbitro: | Beaudoin |

|                |           |  |
| Vangsgaard 90’ | Marcatori |  |

| Arbitro: | Olofsson |

|          |           |  |
| James 6’ | Marcatori |  |

| Arbitro: | Huerta de Aza |

|                      |           |  |
| Wang Shu. 74’ (rig.) | Marcatori |  |

| Arbitro: | Reibelt |

|                      |           |                                                     |
| Wang Shu. 57’ (rig.) | Marcatori | 4’ Russo 26’ Hemp 41’, 65’ James 77’ Kelly 84’ Daly |

| Arbitro: | Oh |

|  |           |                                      |
|  | Marcatori | 21’ (rig.) Harder 90+10’ Troelsgaard |

### Gruppo E

#### Classifica
| Pos. | Squadra     | Pt | G | V | N | P | GF | GS | DR  |
| ---- | ----------- | -- | - | - | - | - | -- | -- | --- |
| 1.   | Paesi Bassi | 7  | 3 | 2 | 1 | 0 | 9  | 1  | +8  |
| 2.   | Stati Uniti | 5  | 3 | 1 | 2 | 0 | 4  | 1  | +3  |
| 3.   | Portogallo  | 4  | 3 | 1 | 1 | 1 | 2  | 1  | +1  |
| 4.   | Vietnam     | 0  | 3 | 0 | 0 | 3 | 0  | 12 | -12 |

#### Risultati
| Arbitro: | Karboubi |

|                            |           |  |
| Smith 14’, 45+7’ Horan 77’ | Marcatori |  |

| Arbitro: | Monzul' |

|                   |           |  |
| Van der Gragt 13’ | Marcatori |  |

| Arbitro: | Yamashita |

|           |           |           |
| Horan 62’ | Marcatori | 17’ Roord |

| Arbitro: | Mukansanga |

|                            |           |  |
| Encarnação 7’ Nazareth 21’ | Marcatori |  |

| Auckland 1º agosto 2023, ore 19:00 UTC+12 Incontro 41 | Portogallo | 0 – 0 referto | Stati Uniti | Eden Park (42 958 spett.)\| Arbitro: \| Welch \| |
| Arbitro:                                              | Welch      |               |             |                                                  |

| Arbitro: | Martinčić |

|  |           |                                                                       |
|  | Marcatori | 8’ Martens 11’ Snoeijs 18’, 57’ Brugts 23’, 83’ Roord 45’ Van de Donk |

### Gruppo F

#### Classifica
| Pos. | Squadra  | Pt | G | V | N | P | GF | GS | DR |
| ---- | -------- | -- | - | - | - | - | -- | -- | -- |
| 1.   | Francia  | 7  | 3 | 2 | 1 | 0 | 8  | 4  | +4 |
| 2.   | Giamaica | 5  | 3 | 1 | 2 | 0 | 1  | 0  | +1 |
| 3.   | Brasile  | 4  | 3 | 1 | 1 | 1 | 5  | 2  | +3 |
| 4.   | Panama   | 0  | 3 | 0 | 0 | 3 | 3  | 11 | -8 |

#### Risultati
| Sydney 23 luglio 2023, ore 20:00 UTC+10 Incontro 11 | Francia  | 0 – 0 referto | Giamaica | Sydney Football Stadium (39 045 spett.)\| Arbitro: \| Carvajal \| |
| Arbitro:                                            | Carvajal |               |          |                                                                   |

| Arbitro: | Foster |

|                                            |           |  |
| Ary Borges 19’, 39’, 70’ Bia Zaneratto 48’ | Marcatori |  |

| Arbitro: | Jacewicz |

|                          |           |             |
| Le Sommer 17’ Renard 83’ | Marcatori | 58’ Debinha |

| Arbitro: | Monzul' |

|  |           |              |
|  | Marcatori | 56’ A. Swaby |

| Arbitro: | Fortunato |

|                                     |           |                                                                           |
| Cox 2’ Pinzón 64’ (rig.) Cedeño 87’ | Marcatori | 21’ Lakrar 28’, 37’ (rig.), 52’ (rig.) Diani 45+5’ Le Garrec 90+10’ Becho |

| Melbourne 2 agosto 2023, ore 20:00 UTC+10 Incontro 44 | Giamaica | 0 – 0 referto | Brasile | Melbourne Rectangular Stadium (27 638 spett.)\| Arbitro: \| Staubli \| |
| Arbitro:                                              | Staubli  |               |         |                                                                        |

### Gruppo G

#### Classifica
| Pos. | Squadra   | Pt | G | V | N | P | GF | GS | DR |
| ---- | --------- | -- | - | - | - | - | -- | -- | -- |
| 1.   | Svezia    | 9  | 3 | 3 | 0 | 0 | 9  | 1  | +8 |
| 2.   | Sudafrica | 4  | 3 | 1 | 1 | 1 | 6  | 6  | 0  |
| 3.   | Italia    | 3  | 3 | 1 | 0 | 2 | 3  | 8  | -5 |
| 4.   | Argentina | 1  | 3 | 0 | 1 | 2 | 2  | 5  | -3 |

#### Risultati
| Arbitro: | Koroleva |

|                        |           |            |
| Rolfö 65’ Ilestedt 90’ | Marcatori | 48’ Magaia |

| Arbitro: | Borjas |

|             |           |  |
| Girelli 87’ | Marcatori |  |

| Arbitro: | Keighley |

|                     |           |                           |
| Braun 74’ Núñez 79’ | Marcatori | 30’ Motlhalo 66’ Kgatlana |

| Arbitro: | Foster |

|                                                                |           |  |
| Ilestedt 39’, 50’ Rolfö 44’ Blackstenius 45+1’ Blomqvist 90+6’ | Marcatori |  |

| Arbitro: | Mukansanga |

|  |           |                                    |
|  | Marcatori | 66’ Blomqvist 90’ (rig.) Rubensson |

| Arbitro: | Carvajal |

|                                           |           |                        |
| Orsi 32’ (aut.) Magaia 67’ Kgatlana 90+2’ | Marcatori | 11’ (rig.), 74’ Caruso |

### Gruppo H

#### Classifica
| Pos. | Squadra       | Pt | G | V | N | P | GF | GS | DR |
| ---- | ------------- | -- | - | - | - | - | -- | -- | -- |
| 1.   | Colombia      | 6  | 3 | 2 | 0 | 1 | 4  | 2  | +2 |
| 2.   | Marocco       | 6  | 3 | 2 | 0 | 1 | 2  | 6  | -4 |
| 3.   | Germania      | 4  | 3 | 1 | 1 | 1 | 8  | 3  | +5 |
| 4.   | Corea del Sud | 1  | 3 | 0 | 1 | 2 | 1  | 4  | -3 |

#### Risultati
| Arbitro: | Penso |

|                                                                               |           |  |
| Popp 11’, 39’ Bühl 46’ Aït El Haj 54’ (aut.) Redouani 79’ (aut.) Schüller 90’ | Marcatori |  |

| Arbitro: | Welch |

|                             |           |  |
| Usme 30’ (rig.) Caicedo 39’ | Marcatori |  |

| Arbitro: | Alves |

|  |           |           |
|  | Marcatori | 6’ Jraïdi |

| Arbitro: | Borjas |

|                 |           |                           |
| Popp 89’ (rig.) | Marcatori | 52’ Caicedo 90+7’ Vanegas |

| Arbitro: | Keighley |

|        |           |          |
| Cho 6’ | Marcatori | 42’ Popp |

| Arbitro: | Ferrieri Caputi |

|               |           |  |
| Lahmari 45+4’ | Marcatori |  |

## Fase a eliminazione diretta

### Tabellone
|  | Ottavi di finale | Ottavi di finale  | Ottavi di finale |             |                 | Quarti di finale | Quarti di finale | Quarti di finale |           |        | Semifinali | Semifinali | Semifinali |                 |                 | Finale          | Finale | Finale |  |
|  |                  |                   |                  |             |                 |                  |                  |                  |           |        |            |            |            |                 |                 |                 |        |        |  |
|  | 1A               | Svizzera          | 1                |             |                 |                  |                  |                  |           |        |            |            |            |                 |                 |                 |        |        |  |
|  | 1A               | Svizzera          | 1                |             |                 |                  |                  |                  |           |        |            |            |            |                 |                 |                 |        |        |  |
|  | 2C               | Spagna            | 5                |             |                 |                  |                  |                  |           |        |            |            |            |                 |                 |                 |        |        |  |
|  | 2C               | Spagna            | 5                |             | Spagna (dts)    | Spagna (dts)     | 2                |                  |           |        |            |            |            |                 |                 |                 |        |        |  |
|  |                  |                   |                  |             | Spagna (dts)    | Spagna (dts)     | 2                |                  |           |        |            |            |            |                 |                 |                 |        |        |  |
|  |                  |                   | Paesi Bassi      | Paesi Bassi | 1               |                  |                  |                  |           |        |            |            |            |                 |                 |                 |        |        |  |
|  | 1E               | Paesi Bassi       | Paesi Bassi      | Paesi Bassi | 1               | 2                |                  |                  |           |        |            |            |            |                 |                 |                 |        |        |  |
|  | 1E               | Paesi Bassi       |                  |             |                 |                  |                  |                  |           |        |            |            |            |                 |                 |                 |        |        |  |
|  | 2G               | Sudafrica         | 0                |             |                 |                  |                  |                  |           |        |            |            |            |                 |                 |                 |        |        |  |
|  | 2G               | Sudafrica         | 0                |             | Spagna          | Spagna           | 2                |                  |           |        |            |            |            |                 |                 |                 |        |        |  |
|  |                  |                   |                  |             |                 |                  |                  |                  |           |        |            |            |            |                 |                 |                 |        |        |  |
|  |                  |                   | Svezia           | Svezia      | 1               |                  |                  |                  |           |        |            |            |            |                 |                 |                 |        |        |  |
|  | 1C               | Giappone          | Svezia           | Svezia      | 1               | 3                |                  |                  |           |        |            |            |            |                 |                 |                 |        |        |  |
|  | 1C               | Giappone          |                  |             |                 |                  |                  |                  |           |        |            |            |            |                 |                 |                 |        |        |  |
|  | 2A               | Norvegia          | 1                |             |                 |                  |                  |                  |           |        |            |            |            |                 |                 |                 |        |        |  |
|  | 2A               | Norvegia          | 1                |             | Giappone        | Giappone         | 1                |                  |           |        |            |            |            |                 |                 |                 |        |        |  |
|  |                  |                   |                  |             | Giappone        | Giappone         | 1                |                  |           |        |            |            |            |                 |                 |                 |        |        |  |
|  |                  |                   | Svezia           | Svezia      | 2               |                  |                  |                  |           |        |            |            |            |                 |                 |                 |        |        |  |
|  | 1G               | Svezia (dtr)      | Svezia           | Svezia      | 2               | 0 (5)            |                  |                  |           |        |            |            |            |                 |                 |                 |        |        |  |
|  | 1G               | Svezia (dtr)      |                  |             |                 |                  |                  |                  |           |        |            |            |            |                 |                 |                 |        |        |  |
|  | 2E               | Stati Uniti       | 0 (4)            |             |                 |                  |                  |                  |           |        |            |            |            |                 |                 |                 |        |        |  |
|  | 2E               | Stati Uniti       | 0 (4)            |             | Spagna          | Spagna           | 1                |                  |           |        |            |            |            |                 |                 |                 |        |        |  |
|  |                  |                   |                  |             |                 |                  |                  |                  |           |        |            |            |            |                 |                 |                 |        |        |  |
|  |                  |                   | Inghilterra      | Inghilterra | 0               |                  |                  |                  |           |        |            |            |            |                 |                 |                 |        |        |  |
|  | 1B               | Australia         | Inghilterra      | Inghilterra | 0               | 2                |                  |                  |           |        |            |            |            |                 |                 |                 |        |        |  |
|  | 1B               | Australia         |                  |             |                 | 2                |                  |                  |           |        |            |            |            |                 |                 |                 |        |        |  |
|  | 2D               | Danimarca         | 0                |             |                 |                  |                  |                  |           |        |            |            |            |                 |                 |                 |        |        |  |
|  | 2D               | Danimarca         | 0                |             | Australia (dtr) | Australia (dtr)  | 0 (7)            |                  |           |        |            |            |            |                 |                 |                 |        |        |  |
|  |                  |                   |                  |             | Australia (dtr) | Australia (dtr)  | 0 (7)            |                  |           |        |            |            |            |                 |                 |                 |        |        |  |
|  |                  |                   | Francia          | Francia     | 0 (6)           |                  |                  |                  |           |        |            |            |            |                 |                 |                 |        |        |  |
|  | 1F               | Francia           | Francia          | Francia     | 0 (6)           | 4                |                  |                  |           |        |            |            |            |                 |                 |                 |        |        |  |
|  | 1F               | Francia           |                  |             |                 |                  |                  |                  |           |        |            |            |            |                 |                 |                 |        |        |  |
|  | 2H               | Marocco           | 0                |             |                 |                  |                  |                  |           |        |            |            |            |                 |                 |                 |        |        |  |
|  | 2H               | Marocco           | 0                |             | Australia       | Australia        | 1                |                  |           |        |            |            |            |                 |                 |                 |        |        |  |
|  |                  |                   |                  |             |                 |                  |                  |                  |           |        |            |            |            |                 |                 |                 |        |        |  |
|  |                  |                   | Inghilterra      | Inghilterra | 3               |                  |                  |                  |           |        |            |            |            |                 |                 |                 |        |        |  |
|  | 1D               | Inghilterra (dtr) | Inghilterra      | Inghilterra | 3               | 0 (4)            |                  |                  |           |        |            |            |            | Finale 3º posto | Finale 3º posto | Finale 3º posto |        |        |  |
|  | 1D               | Inghilterra (dtr) |                  |             |                 |                  |                  |                  |           |        |            |            |            |                 |                 |                 |        |        |  |
|  | 2B               | Nigeria           | 0 (2)            |             |                 |                  |                  |                  |           |        |            |            |            |                 |                 |                 |        |        |  |
|  | 2B               | Nigeria           | 0 (2)            |             | Inghilterra     | Inghilterra      | 2                |                  |           | Svezia | Svezia     | 2          |            |                 |                 |                 |        |        |  |
|  |                  |                   |                  |             | Inghilterra     | Inghilterra      | 2                |                  |           | Svezia | Svezia     | 2          |            |                 |                 |                 |        |        |  |
|  |                  |                   | Colombia         | Colombia    | 1               |                  |                  | Australia        | Australia | 0      |            |            |            |                 |                 |                 |        |        |  |
|  | 1H               | Colombia          | Colombia         | Colombia    | 1               | 1                |                  | Australia        | Australia | 0      |            |            |            |                 |                 |                 |        |        |  |
|  | 1H               | Colombia          |                  |             |                 |                  |                  |                  |           |        |            |            |            |                 |                 |                 |        |        |  |
|  | 2F               | Giamaica          | 0                |             |                 |                  |                  |                  |           |        |            |            |            |                 |                 |                 |        |        |  |

### Ottavi di finale
| Arbitro: | Foster |

|                   |           |                                                    |
| Codina 11’ (aut.) | Marcatori | 5’, 36’ Bonmatí 17’ Redondo 45’ Codina 70’ Hermoso |

| Arbitro: | Alves |

|                                                   |           |            |
| Syrstad Engen 15’ (aut.) Shimizu 50’ Miyazawa 81’ | Marcatori | 20’ Reiten |

| Arbitro: | Yamashita |

|                          |           |  |
| Roord 9’ Beerensteyn 68’ | Marcatori |  |

| Arbitro: | Frappart |

|                                                          |                      |                                                  |
| Rolfö Rubensson Bjorn Blomqvist Bennison Eriksson Hurtig | Tiri di rigore 5 – 4 | Sullivan Horan Mewis Rapinoe Smith Naeher O'Hara |

| Arbitro: | Borjas |

|                                      |                      |                                   |
| Stanway England Daly Greenwood Kelly | Tiri di rigore 4 – 2 | Oparanozie Alozie Ajibade Ucheibe |

| Arbitro: | Welch |

|                    |           |  |
| Foord 29’ Raso 70’ | Marcatori |  |

| Arbitro: | Jacewicz |

|          |           |  |
| Usme 51’ | Marcatori |  |

| Arbitro: | Penso |

|                                       |           |  |
| Diani 15’ Dali 20’ Le Sommer 23’, 70’ | Marcatori |  |

### Quarti di finale
| Arbitro: | Frappart |

|                                      |           |                     |
| Caldentey 81’ (rig.) Paralluelo 111’ | Marcatori | 90+1’ Van der Gragt |

| Arbitro: | Staubli |

|             |           |                                   |
| Hayashi 87’ | Marcatori | 32’ Ilestedt 51’ (rig.) Angeldahl |

| Arbitro: | Carvajal |

|                                                                  |                      |                                                                          |
| Foord Catley Kerr Fowler Arnold Gorry Yallop Carpenter Hunt Vine | Tiri di rigore 7 – 6 | Bacha Diani Renard Le Sommer Périsset Geyoro Karchaoui Lakrar Dali Becho |

| Arbitro: | Koroleva |

|                      |           |            |
| Hemp 45+7’ Russo 63’ | Marcatori | 44’ Santos |

### Semifinali
| Arbitro: | Alves |

|                            |           |               |
| Paralluelo 81’ Carmona 89’ | Marcatori | 88’ Blomqvist |

| Arbitro: | Penso |

|          |           |                              |
| Kerr 63’ | Marcatori | 36’ Toone 71’ Hemp 86’ Russo |

### Finale terzo posto
| Arbitro: | Foster |

|                              |           |  |
| Rolfö 30’ (rig.) Asllani 62’ | Marcatori |  |

### Finale
| Arbitro: | Penso |

|             |           |  |
| Carmona 29’ | Marcatori |  |

## Statistiche

### Classifica marcatrici
5 reti
- Hinata Miyazawa

4 reti
- Kadidiatou Diani (2 rig.)
- Alexandra Popp (1 rig.)
- Jill Roord
- Amanda Ilestedt

3 reti
- Hayley Raso
- Ary Borges
- Eugénie Le Sommer
- Lauren Hemp
- Lauren James
- Alessia Russo
- Sophie Roman Haug
- Aitana Bonmatí
- Jennifer Hermoso
- Alba Redondo
- Rebecka Blomqvist
- Fridolina Rolfö (1 rig.)

2 reti
- Stephanie Catley (2 rig.)
- Wang Shuang (2 rig.)
- Linda Caicedo
- Catalina Usme (1 rig.)
- Olga Carmona
- Mina Tanaka
- Riko Ueki (1 rig.)
- Arianna Caruso (1 rig.)
- Guro Reiten (1 rig.)
- Esmee Brugts
- Stefanie van der Gragt
- Lindsey Horan
- Sophia Smith
- Thembi Kgatlana
- Hildah Magaia
- Salma Paralluelo

1 rete
- Sophia Braun
- Romina Núñez
- Caitlin Foord
- Mary Fowler
- Alanna Kennedy
- Samantha Kerr
- Emily van Egmond
- Bia Zaneratto
- Debinha
- Adriana Leon
- Melissa Herrera
- Leicy Santos
- Manuela Vanegas
- Cho So-hyun
- Pernille Harder (1 rig.)
- Sanne Troelsgaard Nielsen
- Amalie Vangsgaard
- Sarina Bolden
- Vicki Becho
- Maëlle Lakrar
- Léa Le Garrec
- Wendie Renard
- Kenza Dali
- Klara Bühl
- Lea Schüller
- Allyson Swaby
- Jun Endō
- Honoka Hayashi
- Aoba Fujino
- Hikaru Naomoto
- Risa Shimizu
- Rachel Daly
- Chloe Kelly
- Georgia Stanway (1 rig.)
- Ella Toone
- Katie McCabe
- Cristiana Girelli
- Ibtissam Jraïdi
- Anissa Lahmari
- Uchenna Kanu
- Osinachi Ohale
- Asisat Oshoala
- Caroline Graham Hansen
- Hannah Wilkinson
- Lineth Beerensteyn
- Lieke Martens
- Katja Snoeijs
- Daniëlle van de Donk
- Lineth Cedeño
- Marta Cox
- Yomira Pinzón (1 rig.)
- Telma Encarnação
- Francisca Nazareth
- Teresa Abelleira
- Mariona Caldentey (1 rig.)
- Laia Codina
- Esther González
- Linda Motlhalo
- Filippa Angeldahl (1 rig.)
- Kosovare Asllani
- Stina Blackstenius
- Elin Rubensson (1 rig.)
- Ramona Bachmann (1 rig.)
- Seraina Piubel
- Barbara Banda (1 rig.)
- Racheal Kundananji
- Lushomo Mweemba

1 autorete
- Valeria Del Campo (pro Spagna)
- Alicia Barker (pro Norvegia)
- Megan Connolly (pro Canada)
- Benedetta Orsi (pro Sudafrica)
- Hanane Aït El Haj (pro Germania)
- Zineb Redouani (pro Germania)
- Ingrid Syrstad Engen (pro Giappone)
- Laia Codina (pro Svizzera)